# Perfil lipídico
Un perfil lipídico, también denominado lipidograma y perfil de riesgo coronario, es un grupo de pruebas o exámenes diagnósticos de laboratorio clínico, solicitadas generalmente de manera conjunta, para determinar el estado del metabolismo de los lípidos corporales, comúnmente en suero sanguíneo.

## Pruebas que se incluyen en un perfil lipídico
- Colesterol total
- HDL: lipoproteínas de alta densidad (a menudo denominadas «colesterol bueno»)
- LDL: lipoproteínas de baja densidad (conocidas como <colesterol malo>)
- VLDL: lipoproteínas de muy baja densidad
- Triglicéridos

Algunas veces el informe del laboratorio incluye valores adicionales, según la relación HDL/colesterol, o cálculos basados en los resultados del perfil lipídico: edad, sexo y otros factores de riesgo.
Igualmente algunos lipidogramas incluyen medición de: a) total de lípidos; b) lipoproteínas de densidad intermedia (IDL); c) apoproteínas; d) quilomicrones.

## Usos
El médico utiliza la información para evaluar, junto con otros signos y síntomas, el riesgo de una dislipidemia y sus complicaciones, como un infarto cardíaco o una apoplejía, provocados por obstrucción de los vasos sanguíneos, causados por ateromas o placas de colesterol, es decir para valorar el riesgo cardiovascular de la persona e instituir así un régimen adecuado de prevención y tratamiento.